# Plotonemertes aurantiaca
Plotonemertes aurantiaca är en djurart som tillhör fylumet slemmaskar, och som beskrevs av Ernest F. Coe 1936. Plotonemertes aurantiaca ingår i släktet Plotonemertes och familjen Protopelagonemertidae. Inga underarter finns listade i Catalogue of Life.